# Patrapeamani
Patrapeamani fue una reina nubia que reinó a principios del siglo IV.
Patrapeamani solo es conocida por una inscripción meroítica en una tabla de ofrendas que se encontró en el cementerio oeste de Meroe en la tumba Beg. W309. Estilísticamente, esta tabla de ofrendas es tardía. No se sabe a ciencia cierta si la tabla fue llevada de allí o si la pirámide Beg. W309 es realmente su tumba. Sus padres también aparecen en la tabla de ofrendas (padre: Datiley, madre: [...]li). Tampoco es del todo seguro que Patrapeamani sea realmente una mujer. En cualquier caso, Patrapeamani es uno de los últimos gobernantes atestiguados en Meroe.